# Autobahnknoten Wrocław-Południe
Der Autobahnknoten Wrocław-Południe (polnisch: Węzeł autostradowy Wrocław-Południe) liegt südwestlich der polnischen Stadt Wrocław (deutsch: Breslau) in der Woiwodschaft Niederschlesien. Es verbindet die polnischen Autobahnen A4, A8 und die Schnellstraße Schnellstraße S8 miteinander und stellt den drittgrößten Autobahnknoten Polens dar.

## Geschichte
Der Autobahnknoten wurde als Teil der ersten Etappe der Autobahnumfahrung von Breslau geplant und gebaut. Am 16. Oktober 2008 wurde der Bauvertrag zwischen der GDDKiA und der Baufirma Budimex unterschrieben. Neben dem Bau des Knotens wurde der Bau eines 14,5 km langen Abschnittes der Autobahnumfahrung von Breslau beschlossen. Die Baukosten wurden auf rund 780 Mio. Złoty festgelegt. Die gesamte Fertigstellung wurde zunächst bis Dezember 2010 geplant. Jedoch kam es aufgrund der Hochwasser in Mitteleuropa 2010 zu Bauverzögerungen, sodass die gesamte Fertigstellung des Abschnittes und des Autobahnknotens bis Ende 2010 unmöglich war. Aus diesem Grund wurde die erste Hälfte des Kreuzes mit dem ersten ca. sieben Kilometer langen Teilstück am 30. Dezember 2010 freigegeben. Die restlichen Bauarbeiten wurden bis zum Mai 2011 verlängert. Am 5. Mai 2011 erfolgte die Verkehrsübergabe des zweiten Teilstücks sowie der Rest des Autobahnknotens. Obwohl der Knoten damals schon fertiggestellt war, war er nicht in alle Richtungen befahrbar. Von den beiden Richtungen der Autobahn A4 war es unmöglich, die Autobahn A8 in Richtung Breslau zu nehmen. Der Grund dafür lag bei den polnischen Behörden, die aus Angst vor Staus in der Innenstadt Breslaus, da die Autobahnumfahrung von Breslau noch nicht fertiggestellt war, die beiden Ausfahrten auf der Autobahn A4 gesperrt haben. Es war aber möglich, in die entgegengesetzte Richtung die Schnellstraße S8 zu nehmen und am nächsten, ca. vier Kilometer entfernten Anschlussstelle Kobierzyce die Fahrtrichtung zu wechseln. Die Sperrung der Ausfahrten wurde nach der Verkehrsübergabe der gesamten Autobahnumfahrung von Breslau am 31. August 2011 aufgehoben.

## Aktueller Stand
Der Knoten ist nach der Eröffnung der Autobahnumfahrung von Breslau am 31. August 2011 in alle Richtungen befahrbar.
Folgende Richtungen stehen zur Auswahl:
- Autobahn A8 in nördlicher Richtung über Breslau bis zum Autobahndreieck Wrocław-Psie Pole
- Schnellstraße S8 in südlicher Richtung über Kobierzyce bis zum Übergang in die Landesstraße 8 bei Magnice
- Autobahn A4 in westlicher Richtung über Legnica bis zur deutschen Grenze
- Autobahn A4 in östlicher Richtung über Opole, Kattowitz bis nach Krakau

## Sonstiges
Der Knoten ist aus einem halben Kleeblatt und aus einer halben Turbine aufgebaut. Mit vier Verbindungsrampe und vier Brückenbauwerken ist er der größte und wichtigste Autobahnknoten entlang der Autobahnumfahrung von Breslau. In den Planungsunterlagen wird das Kreuz noch als Węzeł autostradowy Nowa Wieś Wrocławska bezeichnet. Dieser Name wurde bei einer Umbenennung zahlreicher Autobahnknoten entlang der Autobahn A8 am 27. November 2010 zunächst in den Namen Węzeł autostradowy Wrocław geändert. Danach wurde aber der endgültige Name Węzeł autostradowy Wrocław-Południe durchgesetzt. Laut GDDKiA sollen die Benennungen für Autofahrer, die von außerhalb der Region kommen, einfacher zu verstehen und zu verknüpfen sein.